# Đắc Vinh
Đắc Vinh (chữ Hán giản thể: 得荣县, Hán Việt: Đắc Vinh huyện) là một huyện thuộc Châu tự trị dân tộc Tạng Cam Tư, tỉnh Tứ Xuyên, Cộng hòa Nhân dân Trung Hoa. Huyện Đắc Vinh có diện tích 2916 km2, dân số năm 2002 là 20.000 người.
Huyện Đắc Vinh được chia ra thành 1 trấn Tùng Mạch và 11 hương: Tư Áp, Bôn Đô, Bát Nhật, Nhật Long, Từ Long, Khúc Nhã Cống, Cổ Học, Tử Canh, Tỳ Vu, Bạch Tùng, Cống Ba.

## Climate
| Dữ liệu khí hậu của Đắc Vinh, elevation 2.423 m (7.949 ft), (1991–2020 normals, extremes 1981–2010) | Dữ liệu khí hậu của Đắc Vinh, elevation 2.423 m (7.949 ft), (1991–2020 normals, extremes 1981–2010) | Dữ liệu khí hậu của Đắc Vinh, elevation 2.423 m (7.949 ft), (1991–2020 normals, extremes 1981–2010) | Dữ liệu khí hậu của Đắc Vinh, elevation 2.423 m (7.949 ft), (1991–2020 normals, extremes 1981–2010) | Dữ liệu khí hậu của Đắc Vinh, elevation 2.423 m (7.949 ft), (1991–2020 normals, extremes 1981–2010) | Dữ liệu khí hậu của Đắc Vinh, elevation 2.423 m (7.949 ft), (1991–2020 normals, extremes 1981–2010) | Dữ liệu khí hậu của Đắc Vinh, elevation 2.423 m (7.949 ft), (1991–2020 normals, extremes 1981–2010) | Dữ liệu khí hậu của Đắc Vinh, elevation 2.423 m (7.949 ft), (1991–2020 normals, extremes 1981–2010) | Dữ liệu khí hậu của Đắc Vinh, elevation 2.423 m (7.949 ft), (1991–2020 normals, extremes 1981–2010) | Dữ liệu khí hậu của Đắc Vinh, elevation 2.423 m (7.949 ft), (1991–2020 normals, extremes 1981–2010) | Dữ liệu khí hậu của Đắc Vinh, elevation 2.423 m (7.949 ft), (1991–2020 normals, extremes 1981–2010) | Dữ liệu khí hậu của Đắc Vinh, elevation 2.423 m (7.949 ft), (1991–2020 normals, extremes 1981–2010) | Dữ liệu khí hậu của Đắc Vinh, elevation 2.423 m (7.949 ft), (1991–2020 normals, extremes 1981–2010) | Dữ liệu khí hậu của Đắc Vinh, elevation 2.423 m (7.949 ft), (1991–2020 normals, extremes 1981–2010) |
| Tháng                                                                                               | 1                                                                                                   | 2                                                                                                   | 3                                                                                                   | 4                                                                                                   | 5                                                                                                   | 6                                                                                                   | 7                                                                                                   | 8                                                                                                   | 9                                                                                                   | 10                                                                                                  | 11                                                                                                  | 12                                                                                                  | Năm                                                                                                 |
| --------------------------------------------------------------------------------------------------- | --------------------------------------------------------------------------------------------------- | --------------------------------------------------------------------------------------------------- | --------------------------------------------------------------------------------------------------- | --------------------------------------------------------------------------------------------------- | --------------------------------------------------------------------------------------------------- | --------------------------------------------------------------------------------------------------- | --------------------------------------------------------------------------------------------------- | --------------------------------------------------------------------------------------------------- | --------------------------------------------------------------------------------------------------- | --------------------------------------------------------------------------------------------------- | --------------------------------------------------------------------------------------------------- | --------------------------------------------------------------------------------------------------- | --------------------------------------------------------------------------------------------------- |
| Cao kỉ lục °C (°F)                                                                                  | 25.1 (77.2)                                                                                         | 25.9 (78.6)                                                                                         | 29.2 (84.6)                                                                                         | 31.8 (89.2)                                                                                         | 34.2 (93.6)                                                                                         | 36.3 (97.3)                                                                                         | 36.0 (96.8)                                                                                         | 33.6 (92.5)                                                                                         | 33.5 (92.3)                                                                                         | 30.1 (86.2)                                                                                         | 27.1 (80.8)                                                                                         | 22.8 (73.0)                                                                                         | 36.3 (97.3)                                                                                         |
| Trung bình ngày tối đa °C (°F)                                                                      | 15.1 (59.2)                                                                                         | 17.4 (63.3)                                                                                         | 19.9 (67.8)                                                                                         | 23.1 (73.6)                                                                                         | 26.9 (80.4)                                                                                         | 30.1 (86.2)                                                                                         | 28.5 (83.3)                                                                                         | 27.3 (81.1)                                                                                         | 26.9 (80.4)                                                                                         | 24.1 (75.4)                                                                                         | 19.6 (67.3)                                                                                         | 15.8 (60.4)                                                                                         | 22.9 (73.2)                                                                                         |
| Trung bình ngày °C (°F)                                                                             | 6.1 (43.0)                                                                                          | 8.9 (48.0)                                                                                          | 12.0 (53.6)                                                                                         | 15.5 (59.9)                                                                                         | 19.6 (67.3)                                                                                         | 23.0 (73.4)                                                                                         | 21.7 (71.1)                                                                                         | 20.4 (68.7)                                                                                         | 19.8 (67.6)                                                                                         | 16.1 (61.0)                                                                                         | 10.5 (50.9)                                                                                         | 6.4 (43.5)                                                                                          | 15.0 (59.0)                                                                                         |
| Tối thiểu trung bình ngày °C (°F)                                                                   | −0.5 (31.1)                                                                                         | 2.0 (35.6)                                                                                          | 5.6 (42.1)                                                                                          | 9.2 (48.6)                                                                                          | 13.5 (56.3)                                                                                         | 17.4 (63.3)                                                                                         | 17.1 (62.8)                                                                                         | 16.0 (60.8)                                                                                         | 14.8 (58.6)                                                                                         | 10.0 (50.0)                                                                                         | 4.0 (39.2)                                                                                          | −0.1 (31.8)                                                                                         | 9.1 (48.4)                                                                                          |
| Thấp kỉ lục °C (°F)                                                                                 | −8.9 (16.0)                                                                                         | −5.2 (22.6)                                                                                         | −1.0 (30.2)                                                                                         | 2.1 (35.8)                                                                                          | 3.6 (38.5)                                                                                          | 10.2 (50.4)                                                                                         | 6.6 (43.9)                                                                                          | 11.4 (52.5)                                                                                         | 7.6 (45.7)                                                                                          | 2.1 (35.8)                                                                                          | −1.9 (28.6)                                                                                         | −7.7 (18.1)                                                                                         | −8.9 (16.0)                                                                                         |
| Lượng Giáng thủy trung bình mm (inches)                                                             | 1.3 (0.05)                                                                                          | 1.5 (0.06)                                                                                          | 4.4 (0.17)                                                                                          | 6.8 (0.27)                                                                                          | 18.6 (0.73)                                                                                         | 39.1 (1.54)                                                                                         | 126.8 (4.99)                                                                                        | 111.1 (4.37)                                                                                        | 35.3 (1.39)                                                                                         | 9.1 (0.36)                                                                                          | 3.3 (0.13)                                                                                          | 0.4 (0.02)                                                                                          | 357.7 (14.08)                                                                                       |
| Số ngày giáng thủy trung bình (≥ 0.1 mm)                                                            | 1.0                                                                                                 | 1.2                                                                                                 | 2.6                                                                                                 | 4.1                                                                                                 | 5.4                                                                                                 | 9.3                                                                                                 | 18.7                                                                                                | 17.9                                                                                                | 9.2                                                                                                 | 3.5                                                                                                 | 1.2                                                                                                 | 0.4                                                                                                 | 74.5                                                                                                |
| Số ngày tuyết rơi trung bình                                                                        | 1.2                                                                                                 | 0.7                                                                                                 | 0.2                                                                                                 | 0                                                                                                   | 0                                                                                                   | 0                                                                                                   | 0                                                                                                   | 0                                                                                                   | 0                                                                                                   | 0                                                                                                   | 0.1                                                                                                 | 0.2                                                                                                 | 2.4                                                                                                 |
| Độ ẩm tương đối trung bình (%)                                                                      | 34                                                                                                  | 33                                                                                                  | 35                                                                                                  | 38                                                                                                  | 40                                                                                                  | 45                                                                                                  | 61                                                                                                  | 67                                                                                                  | 58                                                                                                  | 47                                                                                                  | 40                                                                                                  | 35                                                                                                  | 44                                                                                                  |
| Số giờ nắng trung bình tháng                                                                        | 174.1                                                                                               | 163.2                                                                                               | 178.3                                                                                               | 169.0                                                                                               | 174.0                                                                                               | 154.1                                                                                               | 121.7                                                                                               | 118.8                                                                                               | 125.8                                                                                               | 163.0                                                                                               | 170.3                                                                                               | 175.5                                                                                               | 1.887,8                                                                                             |
| Phần trăm nắng có thể                                                                               | 53                                                                                                  | 51                                                                                                  | 48                                                                                                  | 44                                                                                                  | 41                                                                                                  | 37                                                                                                  | 29                                                                                                  | 29                                                                                                  | 34                                                                                                  | 46                                                                                                  | 53                                                                                                  | 55                                                                                                  | 43                                                                                                  |
| Nguồn: China Meteorological Administration                                                          | | | | | | | | | | | | | |